# A Legend to Ride
A Legend to Ride är en isländsk TV-serie (ungdomsserie; dramaserie) från 1997. Samproducerad av isländska RÚV och finska YLE. Inspelad på Island 1996. Regisserad av Titta von Martens (aka Titta Karakorpi). Även kallad 13th Rider (internationell engelsk titel) och Pony Track (europeisk engelsk titel).  
Serien handlar om en grupp internationella ungdomar som är tillsammans på ett ridläger på Island. Om vänskap, hemlängtan, tonårskärlek, äventyr, spökhistorier och hästar.
Serien blev Helgi Skúlason sista roll då han strax efter inspelningen avled i cancer.

## Skådespelare
- Veera Pakkasvirta - Kaisa
- Leonor Varela - Anette
- Atli Rafn Sigurðsson - Ragnar
- Edda Heidrún Backman - Vala
- Hilmir Snær Guðnason - Bjarni
- Ingvar Eggert Sigurðsson - Gunnar
- Helgi Skúlason - Ólafur
- Leslie O'Hara - Delilah
- Michael Shannon - Robert
- Caitlin Shannon - Susan
- Marion Martienzen - Grete
- Jon Magnus Arnarsson - Matz
- Mike Downey - William
- Örn Árnason - Polis
- Hafdís Huld - Hildur